# زیردریایی کلاس اوهایو
زیردریایی کلاس اوهایو (به انگلیسی: Ohio-class submarine) یک کلاس از زیردریایی است که طول آن ۵۶۰ فوت (۱۷۰ متر) می‌باشد.